# Niels Johan Føyn
Niels Johan Føyn, ursprungligen Nielsen, född 23 februari 1860 i Slagen vid Tønsberg, död 13 juni 1945, var en norsk meteorolog.
Han var son skeppsredare Peder Nielsen (1818-1904) och tog senare namnet Føyn efter en gård där familjen var bosatt. Han blev candidatus realium 1886, anställdes 1888 som assistent vid Meteorologisk institutt och studerade 1893-95 med statsstipendium i Berlin och Wien. Han var 1903-15 föreståndare för Bergens meteorologiska observatorium och 1915-28 underdirektör vid Meteorologisk institutt. Han blev ledamot av Videnskabsselskabet i Kristiania 1904.